# Temperatura efectiva
El terme temperatura efectiva és utilitzat en astrofísica i en climatització.

## Astrofísica
En astrofísica, la temperatura efectiva (Teff) d'una estrella és la temperatura de la seva superfície visible. Aquesta és molt més baixa, en comparació, amb les temperatures que s'arriben al nucli, font generadora de l'energia que radia l'estrella, així mateix també és superada per l'enrarida corona on el tènue gas ionitzat es mou a altíssimes velocitats impulsat pel camp magnètic solar i les ones de xoc convectives. Però ambdues capes són invisibles de forma directa. Així, el color d'una estrella indica la seva temperatura efectiva a través de l'espectre des de les fredes estrelles vermelles de tipus espectral M que radien sobretot en l'infraroig fins a les immenses estrelles blaves que tenen el seu pic de radiació en l'ultraviolat. La temperatura efectiva d'una estrella indica la quantitat de calor que l'estrella radia per unitat de superfície. Anant de les superfícies més calentes fins a les més fredes hi ha una sèrie de tipus espectrals que les classifiquen. O, B, A, F, G, K i M. La temperatura efectiva de la superfície d'una estrella irònicament és idèntica a la temperatura de cos negre.
Aquesta temperatura està relacionada amb la lluminositat i amb el radi de l'estrella mitjançant l'equació: 
{\displaystyle T_{eff}=\left({\frac {L}{4\pi R^{2}\sigma }}\right)^{1/4}}

on L és la lluminositat de l'estrella, R és la seva ràdio i {\displaystyle \sigma } és la constant de Stephan-Boltzmann.
Una estrella vermella podria correspondre a una diminuta i feble nana vermella o a una expandida gegant vermella o fins i tot a una supergegant com Antares o Betelgeuse. Aquestes estrelles radien ingents quantitats d'energia però radien des d'una superfície tan enorme que l'energia per unitat de superfície és petita. Una estrella propera a la zona mitjana de l'espectre com el nostre modest Sol o la gegant Capella radien més calor per unitat de superfície que les nanes vermelles o les supergegants vermelles però molt menys que les estrelles blanques i blaves com Vega o Rigel.

## Climatització
En climatització la Temperatura Efectiva o Temperatura Efectiva Nova és un índex de sensació tèrmica que es defineix com la temperatura seca de l'aire d'un recinte similar al problema, amb un 50% d'humitat relativa, velocitat de l'aire d'uns 0,20 m/s i paraments a la mateixa temperatura de l'aire, que produís la mateixa sensació tèrmica que el recinte problema a iguals activitat i indumentària, 
Engloba els paràmetres de l'anterior i la Humitat relativa. S'obté empíricament sobre el diagrama psicromètric, amb l'inconvenient de no poder incorporar la temperatura radiant, el que pot esbiaixar-se emprant la Temperatura equivalent o la resultant en comptes de la temperatura seca.